# Natal'ja Lebedeva
Natal'ja Vasil'evna Lebedeva (in russo Наталья Васильевна Лебедева?; Mosca, 24 agosto 1949) è un'ex ostacolista sovietica, medaglia di bronzo nei 100 metri ostacoli ai Giochi olimpici di Montréal 1976.

## Palmarès
| Anno | Manifestazione  | Sede         | Evento   | Risultato | Prestazione | Note                          |
| ---- | --------------- | ------------ | -------- | --------- | ----------- | ----------------------------- |
| 1973 | Universiadi     | Mosca        | 100 m hs | Bronzo    | 13"50       |                               |
| 1976 | Europei indoor  | Monaco       | 60 m hs  | Argento   | 8"08        |                               |
| 1976 | Giochi olimpici | Montréal     | 100 m hs | Bronzo    | 12"80       | Miglior prestazione personale |
| 1977 | Universiadi     | Sofia        | 100 m hs | Bronzo    | 13"05       |                               |
| 1980 | Europei indoor  | Sindelfingen | 60 m hs  | Bronzo    | 8"04        |                               |